# 清村
清村（せいむら）は、かつて岐阜県稲葉郡にあった村である。
現在の岐阜市清、清本町、六条北（一部）などに該当する。
当村発足時は厚見郡の村であったが、郡の合併で稲葉郡の村となった。

## 歴史
- 1889年（明治22年）7月1日 - 町村制により清村が発足。
- 1897年（明治30年）4月1日[1] - 方県郡の一部、厚見郡、各務郡が合併し、稲葉郡となる。当村は稲葉郡となる。
- 1897年（明治30年）4月1日 - 宇佐村、六条村と合併し、三里村が発足。同日清村は廃止。